# Censimento dell'Ucraina del 2001
Il censimento dell'Ucraina del 2001 fu il primo censimento condotto in Ucraina dopo la sua indipendenza. Fu indetto il 5 dicembre 2001, dodici anni dopo l'ultimo tenutosi in Unione Sovietica nel 1989. Condotto dal Servizio statistico statale dell'Ucraina, determinò che la popolazione residente era composta da 48.457.100 persone.
La popolazione urbana fu misurata in 32.574.500 individui (67,2%), quella rurale 15.882.600 (32,8%). Gli uomini erano 22.441.400 (46,3%), contro 26.015.700 donne (53,7%).
Furono censite in tutto 454 città, nove delle quali oltre i 500.000 abitanti e un totale di 130 diverse nazionalità residenti nel Paese.